# Ранеру
Ранеру (фр. Ranérou) — город и коммуна на севере Сенегала, на территории области Матам. Административный центр департамента Ранеру-Ферло.

## Географическое положение
Город находится в центральной части области, в пустыне Ферло, на правом берегу сезонной реки Ферло, на расстоянии приблизительно 365 километров к востоку-северо-востоку (ENE) от столицы страны Дакара. Абсолютная высота — 35 метров над уровнем моря.

## Население
По оценочным данным Национального агентства статистики и демографии Сенегала (Agence nationale de la statistique et de la démographie) численность населения Ранеру в 2010 году составляла 1720 человек, из которых мужчины составляли 49,8 %, женщины — соответственно 50,2 %.

## Транспорт
Ближайший аэропорт находится в городе Уро-Соги. Через город проходит национальная автотрасса N3.